# Christoph Schweher – Hecyrus
Christoph Schweher – Hecyrus, také Kryštof Schweher, přezdívka Hecyrus (asi 1520 Český Krumlov – 15. prosince 1593), pedagog, městský písař, překladatel, spisovatel a autor náboženských písní.

## Život
Kryštof Schweher pocházel z Českého Krumlova, studoval v Lipsku. V letech 1542 až 1559 byl správcem českobudějovické městské školy a zasloužil se o dobrou úroveň této školy, která patřila k nejlepším katolickým školám v zemi. V roce 1544 se stal rektorem českobudějovické latinské školy. Ve škole se držel zásad humanistického učence, reformačního teologa, vysokoškolského pedagoga, poradce a přítele Martina Luthera – Philippa Melanchthona (1497–1560). V letech 1560–1570 byl i českobudějovickými městským písařem. Patřil mu dům čp. 344 na rohu Rožnovské (později Divadelní, dnes Stejskalova) a Soukenické (později Široké) ulice. Později (jako vdovec) se stal knězem a působil v Českých Budějovicích, nejdřív jako kaplan a v letech 1581–1593 jako děkan. Zemřel jako kanovník pražské kapituly 10. prosince 1593.

## Dílo
Kryštof Schweher – Hecyrus patřil k autorům německých katolických písní. Z jeho zpěvníků je nejdůležitější Christliche Gebet und Gesäng (Křesťanské modlitby a písně), který byl vydán v roce 1581 v Praze.
V roce 1561 vydal v Norimberku sbírku čtyřhlasých latinských a německých náboženských (katolických) písní Veteres ac piae cantione.
Německy psal i dramata s biblickými náměty.
Do němčiny přeložil Postilu od vídeňského biskupa Fredricha Nausey (zřejmě původně sepsána latinsky), tento překlad vyšel v Německu v letech 1554–1595 nejméně osmkrát.
Byl autorem učebnice latinské gramatiky Quaestiones grammaticae (2. vydání Praha 1594).